# 相馬玉野インターチェンジ
相馬玉野インターチェンジ（そうまたまのインターチェンジ）は、福島県相馬市東玉野にある東北中央自動車道（相馬福島道路）のインターチェンジである。相馬方面のみ出入口のハーフICである。なお、建設時の仮称は「阿武隈東IC」であった。

## 歴史
- 2017年（平成29年）3月26日 : 相馬山上IC - 相馬玉野IC間開通に伴い供用開始[1][2]。
- 2018年（平成30年）3月10日 : 相馬玉野IC - 霊山IC間開通[3]。

## 接続する道路
- 国道115号（中村街道）

## 料金所
無料区間のため設置されていない。

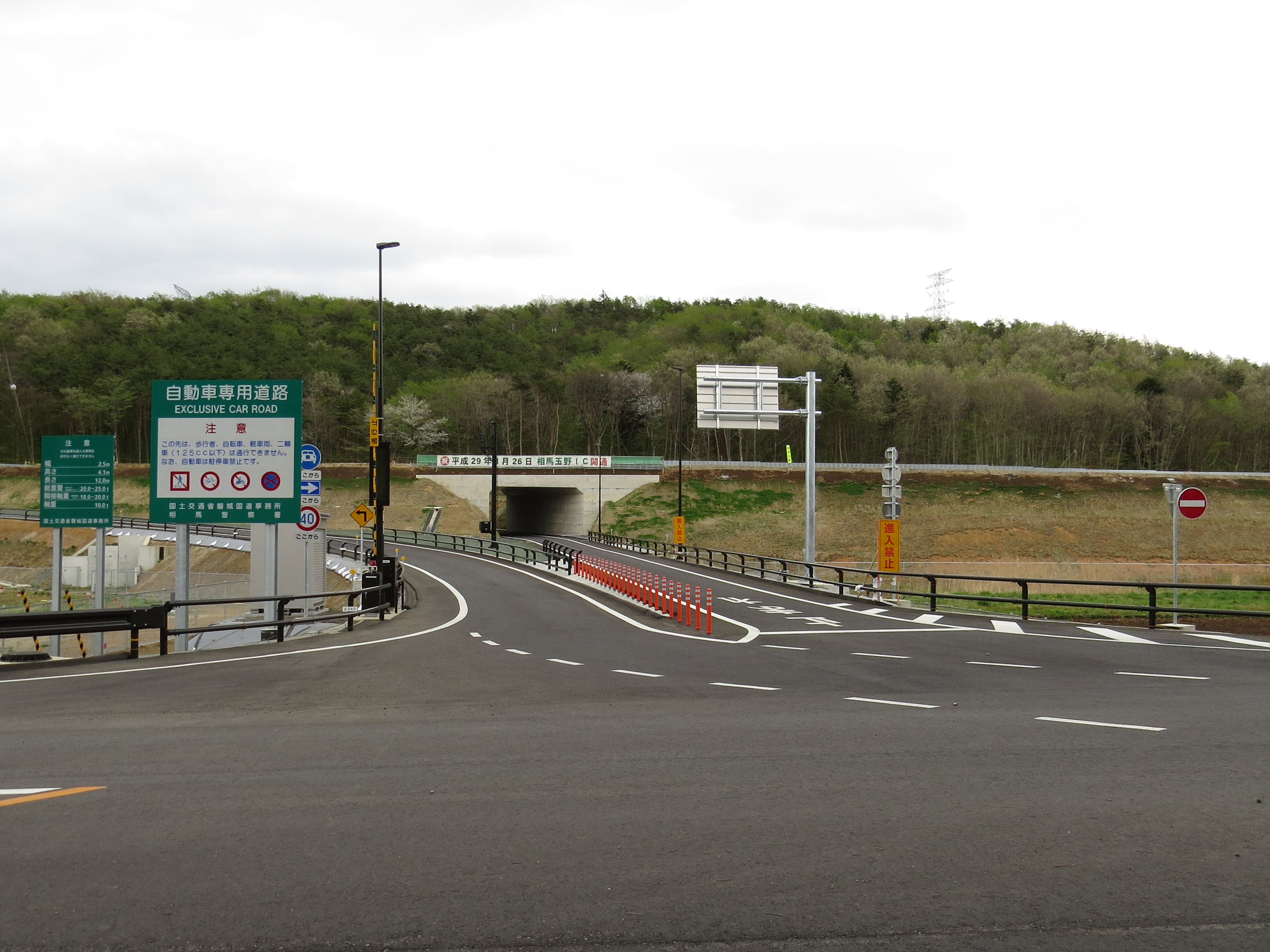
出入口（2017年5月）
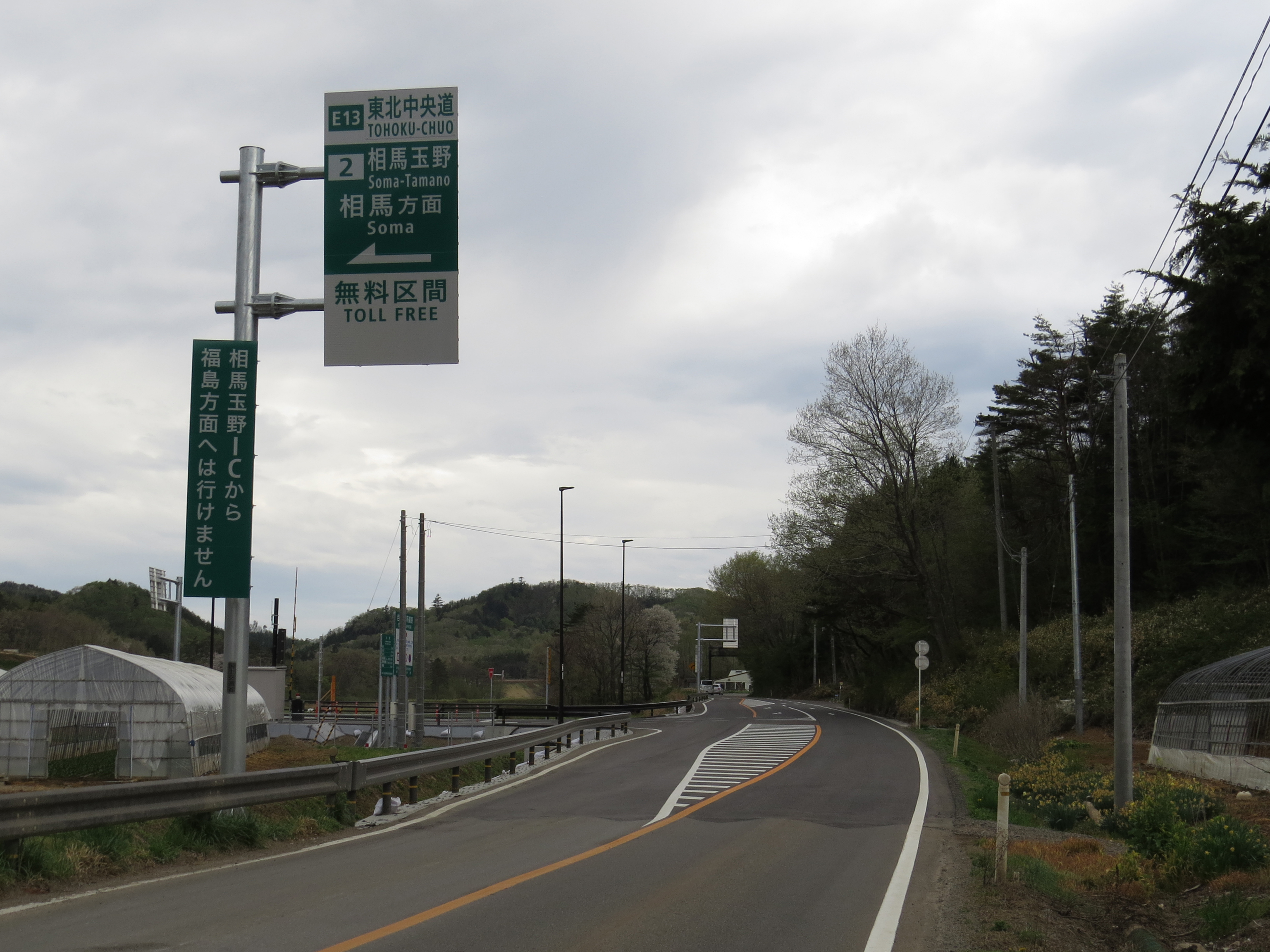
出入口周辺（国道115号線との交差部付近）

## 隣
E13 東北中央自動車道（相馬福島道路）
(1) 相馬山上IC - (2) 相馬玉野IC - (3) 霊山飯舘IC
当ICは相馬山上IC方面のハーフインターチェンジのため、霊山飯舘IC方面への利用は不可。